# Боазивон
Боазивон (фр. Boisyvon) насеље је и општина у северној Француској у региону Доња Нормандија, у департману Манш која припада префектури Авранш.
По подацима из 2011. године у општини је живело 107 становника, а густина насељености је износила 27,79 становника/km². Општина се простире на површини од 3,85 km². Налази се на средњој надморској висини од 250 метара (максималној 270 m, а минималној 170 m).

## Демографија
| 1962. | 1968. | 1975. | 1982. | 1990. | 1999. | 2011. |
| ----- | ----- | ----- | ----- | ----- | ----- | ----- |
| 142   | 152   | 142   | 116   | 105   | 106   | 107   |

График промене броја становника у току последњих година